# Stephanie Mills
Stephanie Dorthea Mills (New York, 22 marzo 1957) è una cantante e attrice teatrale statunitense.

## Biografia
Appare per la prima volta a teatro all'età di nove anni nel ruolo di una bambina orfana nel musical Maggie Flynn.
Nel 1973 inizia la carriera musicale registrando con Michael Barbiero il suo primo singolo I Knew It Was Love. In seguito firma un contratto con la Motown Records e pubblica due album tra il 1974 ed il 1975.
Dopo aver lavorato ancora qualche anno come attrice teatrale, nel 1979 viene scritturata dalla 20th Century Fox Records, per la quale pubblica un album di disco music certificato disco d'oro.
Il successo continua negli anni '80 prima con il brano Never Knew Love like This Before e con l'album che lo contiene (Sweet Sensation), poi con l'album If I Were Your Woman (1987) che conquista un disco di platino. Vince anche il Grammy Awards 1981 per la "migliore interpretazione R&B vocale".
Nel 1989 pubblica Home.
Nel 1992 pubblica un disco natalizio prima di lasciare la MCA Records. Nel 1995 realizza un disco gospel intitolato Personal Inspirations.
Ritorna a teatro nel 1997 interpretando Children of Eden, produzione di Stephen Schwartz.
Nel 2004 ritorna con un singolo registrato con BeBe Winans e DMX.

## Discografia

### Album studio
- Movin' in the Right Direction (1974)
- For the First Time (1975)
- What Cha' Gonna Do with My Lovin'(1979)
- Sweet Sensation (1980)
- Stephanie (1981)
- Love Has Lifted Me (1982)
- Tantalizingly Hot (1982)
- Merciless (1983)
- I've Got the Cure (1984)
- Stephanie Mills (1985)
- If I Were Your Woman (1987)
- Home (1989)
- Christmas (1991)
- Something Real (1992)
- Personal Inspirations (1994)
- Born for This! (2004)

## Teatro
- Maggie Flynn (1968)
- The Wiz (1975-1977, 1984, 1993)
- Harlem Suite (1988)
- Children of Eden (1997)
- Purlie (1998)